# Moderus Gamma
Moderus Gamma — зчленований трамвай, який виробляється в Біскупиці, Польща, з 2016 року Modertrans Poznań, дочірнім підприємством транспортного оператора MPK Poznań. 
Проектування почалося в 2008 році, а прототип було завершено в 2016 році 

## Варіанти[2]
- Gamma LF 02 AC (Познань)
- Gamma LF 03 AC BD (Познань)
- Gamma LF 06 AC (Лодзь)
- Gamma LF 07 AC (Вроцлав)
- Gamma LF 10 AC BD (Вольтерсдорф)

## Технічні характеристики
Познанські трамвайні вагони мають довжину 31,4 м, ширину 2,4 м і вихідну потужність 400 кВт. 

Вони оснащені транзисторами IGBT. 

П'ятисекційні трамваї «Gamma» мають довжину 32 м. 

Прототип був оснащений конденсаторами для накопичення енергії, виробленої під час рекуперативного гальмування. 

## Інтер'єр
Інтер'єр трамвая має кондиціонер, USB-розетки та систему інформації про пасажирів. 

Прототип розрахований на 244 пасажири та 66 місць для сидіння, у тому числі три складних сидіння. 

Односпрямовані трамваї мають пасажиромісткість 240, а двосторонні трамваї – 233 пасажири.

## Історія
Трамвай був розроблений в рамках проекту під назвою «Інноваційний міський трамвай», який спільно спонсорували Національний центр досліджень і розробок у Польщі та Європейський Союз. 

Прототип був завершений у 2016 році і представлений на заводі виробника в Познані 18 листопада 2016 року. 

У січні 2017 року «MPK Poznań» замовив 50 нових трамваїв «Gamma»: 30 односпрямованих і 20 двонаправлених потягів. 

Прототип введений в експлуатацію в Познані 15 травня 2017 року. 

Деякі трамваї «Gamma LF02AC» розміщені в депо Франово. 

Трамваї «Gamma» мають замінити вживані німецькі трамваї Type GT8. 

У жовтні 2017 року трамвай «Гамма» розпочав тестові рейси у Гданську. 

У березні 2018 року договір на поставку десяти односекційних трамваїв підписали компанії Верхньосілезький трамвай та «Modertrans». 
Ці трамваї будуть створені за проектом «Gamma». 

Перший трамвай був доставлений у квітні 2020 року. 
Згідно з журналом «Urban Transport Magazine», ці трамваї класифікуються як «Moderus Beta MF 10 AC». 

П’ятисекційні трамваї «Gamma» планується доставити до Лодзі у 2022 році. 
30 потягів було замовлено «Łódź MPK» наприкінці 2019 року 

Три одновагонні трамваї «Gamma LF 10 AC BD» були замовлені для Вольтерсдорфського трамваю, поставки заплановані на 2023 рік 

.